# Волтер Ланц
Волтер Бенджамін Ланц (спочатку — Ланца, англ. Walter Benjamin Lantz; 27 квітня 1899, Нью-Рошелл, штат Нью-Йорк, США — 22 березня 1994, Бербанк, штат Каліфорнія, США) — американський карикатурист, мультиплікатор, продюсер і режисер, відомий в основному як творець мультперсонажу Вуді Вудпекера.

## Біографія

### Ранні роки
Волтер Бенджамін Ланц () народився в родині італійських іммігрантів. Батько — Франческо Пауло Ланц (Ланца), мати — Марія Гервазій (пізніше — Джарвіс). Як писав Джо Адамсон у своїй книзі «Історія Волтера Ланца» батько дав Волтеру ім'я відразу після прибуття в США.
Ланц зацікавився мистецтвом в ранньому віці, у віці 12 років закінчив курси малювання. Ймовірно, стати карикатуристом його надихнув короткометражний мультфільм Вінзора Мак-Кея (Winsor McCay) «Динозавр Герті».
Перший маленький прорив Ланца в світі мистецтва стався, коли він працював автомеханіком. Багатому клієнтові Френку Кафку (Frank Kafka) придивилися його малюнки в гаражі на дошці оголошень, і пізніше Кафка спонсорував його навчання в Нью-Йоркській художній студентській Лізі (New York City's Art Students League), а також допоміг знайти роботу копіювальника в газеті New York American, якою володів Вільям Рендольф Херст (William Randolph Hearst). Після того, як Ланц закінчував свої денні справи в офісі газети, він відвідував заняття в художній школі.
В шістнадцять років він став працювати за камерою у відділі анімації під керівництвом режисера Грегорі Ла Кави (Gregory La Cava). Пізніше він працював в «John R. Bray Studios» над мультсеріалом «Джеррі на роботі» («Jerry on the job»).
У 1924 році Ланц займав чільне місце в студії і став режисером свого першого анімаційного серіалу «Нарядний бовдур» («Dinky Doodle»).
У 1927 році він їде в Голлівуд, штат Каліфорнія, де короткий час працює з режисером Френком Капра (Frank Capra), а потім пише жартівливі сценарії для комедій Мака Сеннета (Mack Sennet).

### Епоха Освальда
У 1928 році Ланц був найнятий Чарльзом Б. Мінцем (Charles B. Mintz) як режисер мультсеріалу «Кролик Освальд» (Oswald the Lucky Rabbit) для студії Universal.
В цьому ж році Чарльзу Мінцу і Джорджу Вінклеру (George Winkler) вдалося змінити характер персонажа Освальда та дистанціюватися від його персонажа, задуманого первісним творцем, Волтом Діснеєм (Walt Disney). Президент «Universal», Карл Леммл (Carl Laemmle), залишився незадоволений продуктом Мінца-Вінклера і звільнив їх. Тоді Волтер Ланц запропонував Леммлу зіграти в покер; хто переможе — той і отримає Освальда. «Парі» виграв Ланц, і Освальд став його персонажем.
Коли Ланц почав створювати нову студію, він вирішив найняти одного з нью-йоркських аніматорів, Білла Нолана (Bill Nolan) для допомоги у створенні нового серіалу. Попередні повноваження Нолана зводилися до розробки панорам заднього плану і редагуванню персонажа кота Фелікса. Нолан відзначився впливом на стиль анімації, який отримав назву «гумовий шланг» за характерні викривлення кінцівок персонажів (ніби вони не містять кісток, а являють собою гумові шланги).
У 1929 році Ланц нарешті-таки випустив свій перший мультфільм, «Заворушення на скачках» («Race Riot»). До 1935 року, після відходу Нолана з компанії, Ланц став незалежним виробником мультфільмів для студії «Universal» і в 1940 році він вів переговори про права власності на персонажі, з якими працював.
Коли Освальд вичерпав свій потенціал, Ланц вирішив, що йому необхідні нові персонажі: Meany, Miny, Mo, Baby-Face Mouse, Snuffy Skunk, dachshund Doxie та інші. Однак, тільки один персонаж, Енді Панда (Andy Panda) виділявся з усіх інших і незабаром став зіркою сезону років 1939—1940 рр..

### Відхід від справ
Гармонійні відносини Ланца з «Universal» були перервані з приходом нових власників, які перейменували студію в «Universal International». Нові господарі наполягали на ліцензуванні та отриманні прав на персонажів Ланца. Він відмовив їм у цьому і пішов з «Universal International», випустивши самостійно 12 мультфільмів через «United Artists». Але фінансові труднощі змусили Ланца закрити студію в 1949 році.
У 1951 році Ланц і «Universal International» все ж прийшли до компромісу, і Ланц відновив роботу. З цих пір Ланц став працювати швидше і гірше, вже не вдаючись до своїх пишних художніх традицій і стилів, якими відрізнялися його роботи 1940-х років.
Під час В'єтнамської війни відвідував і розважав поранених ветеранів в шпиталі. Ланц також надавав всіляку підтримку своєму другу і продюсеру Джорджу Палу — дятел Вуді був окрасою кожного фільму, в створенні якого був зайнятий Пал.
У 1960-х роках багато кіностудій стали закривати свої відділи анімації, залишивши Ланца одним з двох творців мультфільмів для кінотеатрів (другим був Фріз Фрілінг (Friz Frelang)). Остаточно Волтер Ланц перестав створювати мультфільми в 1972 році, з того часу «Universal» показувала тільки його старі твори.
Після свого відходу на пенсію Ланц продовжував управляти справами студії, продовжуючи роботу по ліцензуванню інших ЗМІ на показ своїх мультфільмів. Також він продовжував малювати і продавати картини з дятлом Вуді. Крім того, він працював у співпраці з «Маленькою Лігою» («Little League») і ще багатьма молодіжними організаціями.
У 1982 році він подарував 17 творів мистецтва Національному музею американської історії Смітсонівського інституту (Національний музей Смітсонівського інституту американської історії), серед них — дерев'яні модельки дятла Вуді (1941 року).
У 1993 році була заснована спеціальна премія імені Ланца для учнів Каліфорнійського інституту мистецтв у Валенсії.
Помер від серцевої недостатності в Медичному центрі ім. святого Йосипа (St. Joseph Medical Center) в Бербанку (Burbank), штат Каліфорнія, у віці 94 років.